# 中谷徳恭
中谷 徳恭（なかや とくきょう、1851年10月19日（嘉永4年9月25日）- 1922年（大正11年）12月21日）は、明治から大正期の実業家・政治家。衆議院議員、大阪府会議長、大阪市会議長、大阪府西成郡川北村長。名・徳恭、字・恒卿、号・春村。

## 経歴
摂津国西成郡春日出新田（大阪府西成郡川北村、大阪市西区春日出新田、西区春日出町を経て現:大阪市此花区）で、農業・里正、中谷恒七の長男として生まれる。鵜野義輔から読書算術等を、尼崎藩儒・中谷龍寿軒（雲漢）、大阪の妻鹿友樵から国史漢籍を、名古屋長田寺住職・藤井行権から詩文を学んだ。文久元年6月5日（1861年7月12日）に家督を相続した。
16歳で庄屋見習となり1971年（明治4年）まで在任。1972年（明治5年）西成郡第二区四貫島外五ヶ村組合戸長に就任。以後、同郡第二区五番組三等戸長、同郡春日出新田外十ヶ新田戸長、兼浦役人、西成郡第三第六学区取締、同郡北伝法村外三ヶ村戸長、同郡所得税調査員、同郡川北村戸長、同村会議員、徴兵参事員、川北村長、大阪築港期成会委員、大阪教育会評議員、大阪市衛生会評議員、大阪地方森林会議員、大阪府防疫評議員、美術協会評議員、扶桑会特別委員、博覧会期成同盟会委員、日本体育会（現日本体育大学）特別賛助員、高等女学校賛助員などを務めた。1889年（明治22年）大阪府会議員に選出され、同議長を務め、その他、春日出外11ヶ町区会議長、大阪市会議員、同議長、大阪市学務委員にも在任した。
明治4年5月（1971年）大海嘯（高潮）で堤防が決壊し西成郡島屋新田約50町歩が被害を受けたが復旧が進まなかったため、復旧工事の実施に尽力し、1875年（明治8年）3月に着工して同年中に完工した。明治十八年の淀川洪水の被害の復旧にも尽力。また、1891年（明治24年）9月の海嘯により海岸堤防決壊により被災した川北村常吉新田、同村矢倉新田、隣村川南村の村民のため、その免租年期について内務省と交渉に当たった。
1892年（明治25年）2月、第2回衆議院議員総選挙に大阪府第4区から無所属で出馬して次点で落選。1915年（大正4年）3月の第12回総選挙に大阪府郡部から立憲同志会所属で出馬して当選し、衆議院議員に1期在任した。1916年（大正5年）3月14日、大審院で衆議院議員選挙法違反被告事件の裁判が確定し議員を退職した。
その他、大阪運河取締役、臨港土地取締役、桜島開墾合名会社代表社員、大阪萬朝報監査役、松村牧場監査役などを務めた。

## 著作
- 大阪市史編纂所編『中谷徳恭戸長日記』〈大阪市史史料；第5輯〉大阪市史料調査会、1982年。